# Xantolis hookeri
Xantolis hookeri är en tvåhjärtbladig växtart som först beskrevs av Charles Baron Clarke, och fick sitt nu gällande namn av Pieter van Royen. Xantolis hookeri ingår i släktet Xantolis och familjen Sapotaceae. Inga underarter finns listade i Catalogue of Life.